# 달동네
달동네는 산등성이나 산비탈 따위의 높은 곳에 사람들이 모여 사는 동네를 가리키며,  판자촌으로도 불리 높은 곳에 위치해 달과 가깝게 지낸다고 해서 지어진 이름으로, 비슷한 명칭으로는 판자촌이 있다. 영어로는 슬럼(slum)이라고도 한다.

## 지형
달동네는 땅값이 싸기 때문에, 산을 깎아 만들어 사람이나 차가 다니기 힘든 비탈에 세워진다. 한국의 경우 1960~70년대 산업화 시절 난개발로 인해 평지에 있는 동네들은 산업화로 많은 건물을 지으며 자연스럽게 땅값이 비싸져 빈부 격차가 점차 커지고, 돈 있는 사람들 외에는 못 살고, 돈 없는 서민들은 땅값 싼 산동네 비탈길에 집짓고 살다 보니까 이런 동네가 형성된 것이다. 주로 꼭대기로 올라갈수록 교통 접근성이 취약해지기 때문에 자연스럽게 땅값이 싸진다. 대한민국에서의 대표적인 예로는 구룡마을이다.

## 같이 보기
- 슬럼
- 게토
- 판자촌
- 산복도로